# 계층

사다리 위의 사람들

계층(階層), 계층제 , 하이어라키(hierarchy) 또는 히어아르히(독일어: hierarchie)는 개체, 이름, 값, 범주와 같은 항목들의 나열을 뜻하며 여기에서 항목들은 "위", "아래", "다른 항목과 같은 수준"으로 표현된다.

## 개요
주로 피라미드형의 계단적 조직구조를 가리킨다. 원래는 성직자의 지배구조였다. 예전 가톨릭교회와 정교회 등에서 이 용어의 현대적 의미인 「계층적인」 조직을 가지고 있던 것이 기원이다.
현대에서는 사회 시스템에서 기업체계 등 광범위한 의미로 사용되고 있으나, 일반적으로는 「히어아르히의 붕괴, 타도」 같은 부정적인 이미지로 쓰이는 일이 많으며, 히어아르히라는 구조 그 자체가 아닌, 히에라르키의 상층만을 특정한 의미로 쓰이는 일도 많다.

## 같이 보기
- 가톨릭교회#조직 및 통계
- 트리 구조
- 카스트
- 민주집중제

## 참고 자료
- 야기 마키타 外 『同学社版　新修ドイツ語辞典(동학사판 신수 독일어 사전)』 동학사, 1988년 2월 1일 18판, ISBN 4-8102-0001-9